# Богдановка (Сєверний район)
Богда́новка (рос. Богдановка) — присілок у складі Сєверного району Оренбурзької області, Росія.

## Населення
Населення — 83 особи (2010; 104 у 2002).
Національний склад (станом на 2002 рік):
- росіяни — 90 %